# Политехничка школа Суботица
Политехничка школа Суботица је средња стручна школа  у којој се образују ученици у грађевинској, дрвопрерађивачкој, графичкој струци, као и из подручја рада уметности. Налази се у Суботици, на адреси Максима Горког 38.

## Историјат
Образовање ученика за техничке и привредне струке у Суботици започело је још 1883. године оснивањем занатске школе основног нивоа. У првој деценији XX века дошло је до проширења школе, односно до увођења нових струка. После завршетка Другог светског рата указала се потреба за великим бројем стручњака са широким образовањем. Суботичка Техничка средња школа основана је на иницијативу Удружења инжињера и техничара, и почела са радом октобра 1945. године са 280 ученика. Образовање на смеровима: Грађевине, Геодезије, Машинства, Електропривреде трајало је 3 године. Школске 1946/1947. уведен је нови хемијско-технолошки смер. Школа је 1959. проглашена за експерименталну и узорну школу. Наредних година школа је постигла изванредне резултате у образовању техничара и квалификованих радника. Техничка школа се 1965. раздвојила у две самосталне школе: Машинско-електротехнички школски центар и Грађевинско-технолошки школски центар. Почев од школске 1972/1973 Грађевинско-технолошки центар и Средње стручна школа „Лазар Нешић“ (која је до тада вршила образовање занатлија произвођачке и услужне делатности) спојили су се у један школски центар под називом Грађевинско технолошки школски центар „Лазар Нешић“. ГТШЦ „Лазар Нешић“ се 1977. године раздвојио на Заједничку средњу школу и на Позивно усмерено образовање, те наставио рад као образовно-васпитна организација са два организације удруженог рада: ООУР Грађевинске и дрвопрерађивачке струке и ООУР Хемијско технолошке струке. Године 1981. од ООУР Грађевинске и дрвопрерађивачке струке формирана је посебна организација која добија назив Образовно васпитна организација средњег ступња грађевинске и дрвопрерађивачке струке „18. новембар“. Од 1. септембра 1983. године након реорганизације средњег образовања и васпитања и интеграције прве и друге фазе средњег образовања у јединствену школу ГСШ „18. новембар“ лоцирана је у улици Петефи Шандора бр. 1 (зграда Гимназије). У то време школа је образовала ученике у грађевинској и дрвопрерађивачкој струци, а од 1985. и у графичкој струци, те тако добија данашњу образовну структуру. Јануара 1992. године школа се сели у зграду у улици Максима Горког 38. Одлуком владе Републике Србије 26. априла 2002. године школа је добила име „Политехничка школа“. Током свог рада, за више од 60 година постојања школовање је успешно завршило више од 8.000 ученика грађевинске, више од 2.000 дрвопрерађивачке и исто толико ученика графичке струке. Школа објављује школски лист Полинфо.